# تاكاو وادا
تاكاو وادا (باليابانية: 和田孝夫؛ بالكانا: わだ たかお) هو سائق سباق ومهندس ياباني، ولد في 24 يونيو 1953 في فوجيساوا في اليابان.

## وصلات خارجية
- تاكاو وادا على موقع Racing-Reference.info (الإنجليزية)
- تاكاو وادا على موقع DriverDB.com (الإنجليزية)